# CQ ham radio
『CQ ham radio』（シーキュー ハム レディオ）は、CQ出版社が発行する月刊誌で、アマチュア無線についての内容をまとめてあり、1946年（昭和21年）9月に創刊された、日本の雑誌である。読者間では『CQ誌』と呼ばれる。

## 概要
アマチュア無線についての技術、電波伝搬状況、各種団体の活動、機器の評価等で構成されている。日本アマチュア無線連盟（JARL）監修。ムック本『別冊CQ ham radio』も発行している。
創刊時は、日本アマチュア無線連盟機関誌として、科学新興社が発行していた。第6号（1948年6月）からCQ出版社（旧社）に発行元が移管されたが、同社の経営難から1954年6月号よりCQ出版（現法人）にさらに移管され現在に至っている。
なお、アメリカ合衆国には似た名前のアマチュア無線雑誌『CQ Amateur Radio』があるが、同誌とは関連はない。区別のために『CQ Amateur Radio』は日本では『US-CQ誌』と呼ばれる。